# Kultura Chimú
Kultura Chimú (výslovnost [čimú]) byla civilizace předkolumbovské Ameriky, která existovala na pacifickém pobřeží moderních států Ekvádoru a Peru od desátého do patnáctého století našeho letopočtu. Navázala na kulturu Moche a její existence skončila po dobytí území Inckou říší.

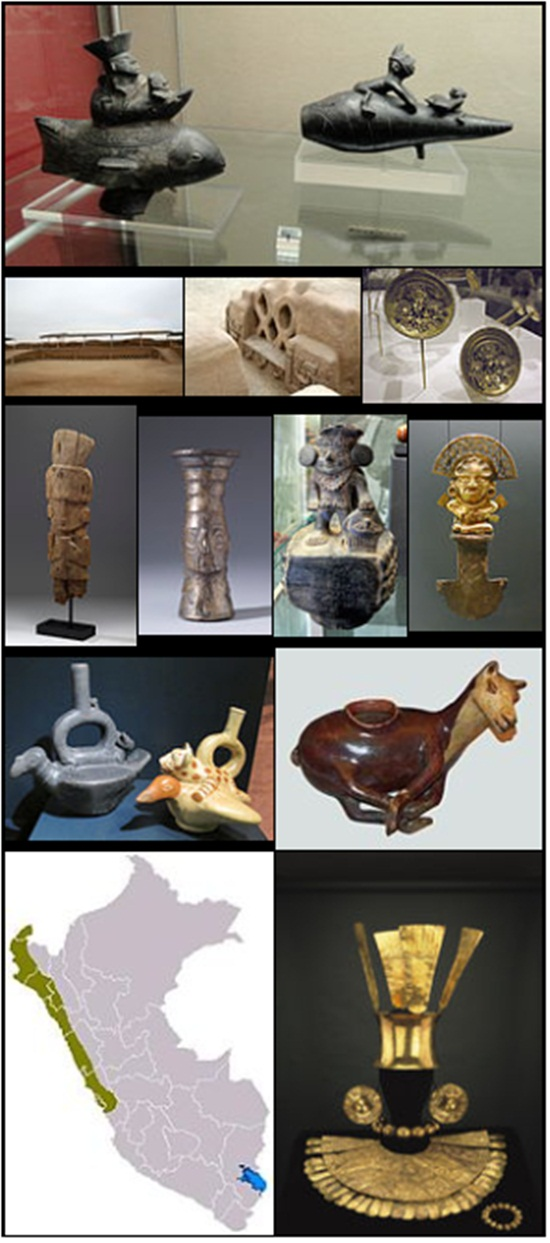
Artefakty kultury Chimú a její poloha na mapě Peru

Chimúové obývali úzký pás mezi mořem a předhůřím And v délce téměř tisíc kilometrů. V této oblasti je velmi suché podnebí, jejich zemědělství bylo proto závislé na budování rozsáhlé sítě zavlažovacích kanálů. Právě nutnost těchto veřejných staveb vedla k vysokému stupni společenské organizace a vzniku centralizovaného státu s mocnou byrokratickou vrstvou. Střediskem této civilizace bylo město Chan Chan, postavené z vepřovic, které mělo rozlohu 20 km² a podle odhadů v něm žilo nejméně padesát tisíc lidí. Zbytky města jsou chráněny jako Světové dědictví. Okolo roku 1370 založil panovník Nancen Pinco říši Chimor, která sahala v době největšího rozmachu od Guayaquilského zálivu až po oblast okolo pozdějšího města Lima.
Chimor byl hlavním rivalem Incké říše, ve válce v letech 1463—1471 dobyl jeho území inka Túpac Yupanqui a posledního vladaře Chimú Minchancamana odvezl jako zajatce do Cuzca. Vítězní Inkové přejali mnohé rysy chimúské kultury, takže španělští conquistadoři měli dostatek informací o původním způsobu života v oblasti.
Obyvatelstvo Chimoru bylo rozděleno do čtyř kast, na vrcholu hierarchie stál panovník, který byl uctíván jako božstvo. Základní organizační jednotkou byl klan, jednotlivé provincie spravovali místodržící titulovaní jako cie. Stát řídil obchod i zemědělskou výrobu (pěstování tykví, fazolí a sladkých brambor, chov vikuní), měl výrazné teokratické rysy. Státní kult byl založen na uctívání Měsíce; Chimúové ho považovali za silnějšího než Slunce, protože svítí ve dne i v noci. Zachovaly se posvátné balvany zvané alec pong, pokládané za vtělení předků. Stát vládl pevnou rukou: od zločinů odrazovaly drastické tresty, kdy byl popraven nejen pachatel, ale celá jeho rodina nebo i celá vesnice. Nález množství koster v lokalitě Punta Lobos v roce 1997 naznačuje, že o velkých svátcích docházelo k hromadným lidským obětem. A to i dětí.
Chimúové hovořili jazykem quingnam, příbuzným mochičtině. Vyhlášená byla vysoká úroveň jejich uměleckých řemesel. Byli zdatnými kovotepci, zpracovávali zlato, stříbro a tumbagu (slitinu zlata a mědi). Nosili oděvy z pestrobarevných vlněných látek. Kultovní předměty zhotovovali z ulit ostnovek. Jejich figurální keramika vycházela z močických vzorů, časté byly erotické náměty. Friedrich Katz uvádí, že na rozdíl od Inků, kteří vnímali manželství jako především ekonomickou jednotku a často u nich byly sňatky organizovány státem, kladla kultura Chimú hlavní důraz na fyzický i psychický soulad mezi partnery.